# Christophe Bouillon
Pour les articles homonymes, voir Bouillon.
Christophe Bouillon, né le 4 mars 1969 à Rouen (France), est un homme politique français. 
Il est député de la cinquième circonscription de la Seine-Maritime de juin 2007 à juin 2020. Il est élu maire de Barentin en 2020.

## Biographie
Christophe Bouillon est titulaire d'une maîtrise de mathématiques et d'une maîtrise de droit public[réf. nécessaire].

## Parcours politique
Christophe Bouillon adhère au Parti socialiste en 1986[réf. nécessaire]. À l'âge de 26 ans, il est élu conseiller municipal en 1995 sur la liste d'Yvon Robert à Rouen,.
En 1997, il est élu premier secrétaire de la Fédération du Parti socialiste en Seine-Maritime. Il est ensuite réélu à cette même fonction en 2003. En 2001, il est élu maire de Canteleu.
Pour la XIIe législature (2002-2007), il est suppléant du député Jean-Claude Bateux dans la cinquième circonscription de la Seine-Maritime.
Pour la XIIIe législature (2007-2012), Jean-Claude Bateux ne se représentant pas, Christophe Bouillon est désigné pour le remplacer. Le député sortant devient son suppléant. Le 17 juin 2007, il est élu député de la 5e circonscription de la Seine-Maritime avec 60,06 % des voix.
Le 17 juin 2012, Christophe Bouillon est réélu député de la 5e circonscription de la Seine-Maritime, en obtenant 66,10 % des voix. Il fait partie du groupe socialiste et est membre de la commission du développement durable et de l'aménagement du territoire.
Le 2 octobre 2012, il annonce sa démission de la fonction de vice-président de la Communauté d'agglomération Rouen-Elbeuf-Austreberthe chargé de l'action culturelle afin de favoriser « l'émergence et l'arrivée de jeunes en politique ». De 2015 à 2018, il est président du conseil d'administration de l'Agence nationale pour la gestion des déchets radioactifs.
Le 18 juin 2017, il est réélu député de la cinquième circonscription de la Seine-Maritime, sous l'étiquette Parti socialiste, avec 69,15 % des voix,. La République en marche ! ne lui a pas opposé de candidat ; il affirme une ligne « ni opposition systématique, ni majorité automatique ».
Il est élu président de l'Association des petites villes de France et vice-président de la Confédération des petites villes de l'Union européenne à la suite de la nomination d'Olivier Dussopt au gouvernement, en novembre 2017.
Élu maire de Barentin aux élections municipales de 2020, Christophe Bouillon, touché par le cumul des mandats, démissionne de sa fonction de député le 18 juin. Son suppléant, Bastien Coriton, lui aussi élu maire à Rives-en-Seine, choisit de ne pas lui succéder.
Le 15 juillet 2021, il annonce qu'il quitte le Parti socialiste.
Après la démission de Caroline Cayeux nommée Ministre déléguée chargée des Collectivités territoriales par Élisabeth Borne et l’intérim de Michel Fournier, il est élu Président par les membres du conseil d’administration de l’Agence nationale de la cohésion des territoires le 13 décembre 2022.

## Travail législatif
Le 28 juin 2012, il est élu vice-président de la commission du développement durable et de l'aménagement du territoire. Le 18 juillet suivant, celle-ci lui confie la corédaction d'un rapport concernant la gestion des déchets nucléaires et plus particulièrement la création du site d'enfouissement de déchets nucléaires de Bure. En 2016, il est rapporteur de la proposition de loi sur l’enfouissement de déchets nucléaires, ce qui suscite des accusations de conflit d'intérêts, puisque les recherches sur l'enfouissement sont menées par l'Agence nationale pour la gestion des déchets radioactifs (ANDRA) dont il préside le conseil d'administration ; le déontologue de l'Assemblée nationale estime cependant qu’« il n’existe aucune incompatibilité formelle entre les deux fonctions ».

## Mandats
- 25 juin 1995 - 18 mars 2001 : membre du conseil municipal de Rouen (Seine-Maritime)
- 18 mars 2001 - 5 avril 2014 : maire de Canteleu (Seine-Maritime)
- 11 mars 2001 - 16 mars 2008 : vice-président de la Communauté d'agglomération de Rouen
- 20 juin 2007 - 17 juin 2020 : député de la Seine-Maritime
- 1er janvier 2011 - 2 octobre 2012 : vice-président de la CREA chargé de l'action culturelle[19]
- depuis le 2 avril 2015 : conseiller départemental du canton de Barentin
- depuis le 28 mai 2020 : maire de Barentin (Seine-Maritime)
- depuis le 30 juin 2020 : président de la Communauté de communes Caux-Austreberthe
- depuis le 13 décembre 2022 : président de l’Agence nationale de la cohésion des territoires
- depuis le 20 juin 2023 : président du CDG76[20]

## Distinctions
- 2022 :  Chevalier de la Légion d'honneur[21]